# 小田章
小田 章（おだ あきら、1943年〈昭和18年〉4月21日 - 2022年〈令和4年〉7月19日）は、日本の経営学者。第14代和歌山大学長で同名誉教授。日本維新の会所属の参議院議員高木佳保里の父。位階勲等は従三位瑞宝中綬章。

## 略歴
大阪府大阪市出身。1961年（昭和36年）、大阪府立清水谷高等学校卒業。1970年、神戸大学大学院経営学研究科修士課程修了。経営学修士、専門はドイツ経営学。1971年、和歌山大学経済学部助手に。助教授などを経て1985年（昭和60年）から教授。経済学部長、副学長を務め、2002年（平成14年）8月、第14代学長に就任した。

### 国公立初「観光学部」戦略
学長として、国立大学法人化の指揮を取りながら、独自の教育・研究を目指す改革路線を掲げ、2008年（平成20年）国公立大学で初の観光学部を新設した。
背景には、2003年に小泉純一郎総理大臣（当時）が、訪日外国人旅行者（インバウンド）を倍増（2010年で1000万人）させる「観光立国」を宣言し、ビジット・ジャパン・キャンペーン本部を発足させたことがある。
小田は経営学者として「観光に携わる人材が不足する」と分析。和歌山県の熊野古道など「紀伊山地の霊場と参詣道」が2004年世界遺産に指定され、自然と歴史が再び注目を浴びる一方で、和歌山県人口100万人割れの人口減少社会を踏まえ、学長就任時から「地域社会にこたえる大学」を掲げ行政と定期的な連絡会を開き、「イメージアップを大学が率先して図る」役割を推進。大学の法人化後の基盤強化として「オンリーワン分野の構築、大学の個性化・ブランド化させる」必要も踏まえ、「他大学と同じではだめ。二番煎じ、三番煎じにならないものを目指」す戦略として観光学部を考えた、と開設の理由を産経新聞に語っている。
当初の計画では、商業施設の相次ぐ撤退で空洞化の進む和歌山市を活性化するため、観光学部の講義室・研究室を市中心部の空きビルなどに設ける方針だった。かつて大学キャンパスのあった市中心部を1980年代のように学生が行き交い、賑わいを復活させる構想として、市も基本計画の目玉事業として推進。文部科学省にも報告済みだったが、一転し大橋建一市長（当時）らが消極的となり計画が進まなくなり、現キャンパスでの開設となった。

### 人のやらないことをやる
小田の教育者として持論は「人のやらないことをやる」「大学はサービス産業」。学生にアンケート調査を行い満足度を把握しつつ、「まず、正しい日本語を話させる」教育を行い、「茶道論、華道論や能、狂言、歌舞伎などの伝統芸能論も勉強」させる方針で、「（日本文化を説明する）きちんとした日本語ができなくて、外国人に、どうやって日本を案内できますか」。
2003年4月には、「学生の健康を守る」として大学キャンパス内の全面禁煙化を推進。受動喫煙防止について、教職員や学生へのアンケートで6割超が賛成。健康増進法の改正を15年も先駆けた内容だったが、一部の教授の反対で先送りされた。なお、キャンパス全面禁煙は、小田の構想から16年遅れて2019年（令和元年）7月から実施される。

### まちづくり・地域おこし実践
学長以外にも、いわゆるまちづくりや地域おこしの視点での活動も続け、和歌山県出資のシンクタンク「財団法人和歌山社会経済研究所」理事長、2006年設立の「泉北ニュータウン学会」会長を務めた。学会では、同じく泉北ニュータウンに住む関西学院大学教授の村田治（現・学長）や、造園学者で大阪府立大学教授の増田昇と小股憲明（現・名誉教授）、天理大学教授（当時）今西幸蔵、作家難波利三らと、ニュータウン活性化を模索した。
退官の翌2010年、和歌山市が「再生不能に陥り、朽ちていくのを傍観しているのは耐えられない」として、和歌山市長選挙に立候補。大学のシンボルマークと同じオレンジ色を陣営の統一カラーに使い、「知的で活気あふれる和歌山」をアピール。情報公開の徹底や地場産業の振興なども有権者に訴えたが、市長選（8月1日に投開票）直前に参議院議員選挙があり投票率が上がらず、3選を目指し組織票を固めた現職の大橋建一に敗れた。
一線を退いたが第二の故郷・和歌山への思いは熱く、特に観光の視点から「産官学民が一体となってIR（カジノを含む統合型リゾート）を誘致することが和歌山の発展につながる」と強調している。
2018年（平成30年）、秋の叙勲で瑞宝中綬章を受章。
2022年（令和4年）7月19日、死去。79歳没。死没日付で従三位に叙された。

## 人物
口のまわりに髭をたっぷり蓄えた風貌で、中学から大学まで硬式野球部で活躍し、プロ野球阪神タイガースの大ファン。現在一般財団法人アジア太平洋研究所の研究員も務めている。

## 栄典
- 2018年（平成30年）11月3日 - 瑞宝中綬章
- 2022年（令和4年）7月19日 - 従三位

## 著書
- 『西独経営経済組織学研究』(1985年、千倉書房 ISBN 978-4805104217 )

### 共著編
- 『日本的経営とドイツ的経営(共著、1995年、千倉書房 ISBN 978-4805107089 )
- 『日本的経営の解明』（大橋昭一共著、1995年、千倉書房）
- 『経営学への旅立ち』編（2001年、八千代出版）

### 翻訳
- カール・ハックス『西独における企業の人事・労務政策』(1985年、千倉書房 ISBN 978-4805105009 )
- ギュンター・シャンツ『西ドイツ経営学の新潮流』渡辺朗,岡部政昭共訳、1989年、千倉書房 ISBN 978-4805106013 )
- E.グロッホラ『組織理論入門』（清水敏允共訳、1989年、文眞堂）